# Te Rerehautai Falls
Die Te Rerehautai Falls sind ein Wasserfall im Gebiet des Te Urewera der Region Hawke’s Bay auf der Nordinsel Neuseelands. Westlich des Lake Waikaremoana liegt er im Lauf des Manganuiohou River zwischen der Pukekohu Range im Westen und der Otaunoa Range im Osten. Seine Fallhöhe beträgt 24 Meter.